# Tarek Lazizi
Tarek Lazizi (ur. 8 czerwca 1971 w Algierze) – algierski piłkarz występujący na pozycji obrońcy.

## Kariera klubowa
Lazizi treningi rozpoczął w zespole JS El Biar. Grał też w juniorach MC Algier, a w 1988 roku został włączony do jego pierwszej drużyny. W sezonie 1988/1989 wywalczył z zespołem wicemistrzostwo Algierii. W 1996 roku przeszedł do tunezyjskiego Stade Tunisien. W sezonie 1996/1997 został uznany obcokrajowcem roku ligi tunezyjskiej. Graczem Stade Tunisien był przez dwa sezony.
W 1998 roku odszedł do tureckiego Gençlerbirliği SK. Nie rozegrał tam jednak żadnego spotkania i w 1999 roku wrócił do MC Algier. W sezonie 1998/1999 zdobył z nim mistrzostwo Algierii. W MC Algier grał do 2002 roku. Następnie przeniósł się do fińskiego Atlantisu, gdzie występował w sezonie 2002. Potem wrócił do Algierii, gdzie został zawodnikiem klubu MB Bouira. W 2005 roku zakończył tam karierę.

## Kariera reprezentacyjna
W latach 1990–1997 w reprezentacji Algierii rozegrał 32 spotkania i zdobył 3 bramki.
W 1990 roku został powołany do kadry na Puchar Narodów Afryki, wygrany przez Algierię.
W 1996 roku ponownie wziął udział w Pucharze Narodów Afryki. Wystąpił na nim w meczach z Zambią (0:0), Sierra Leone (2:0), Burkina Faso (2:1) i RPA (1:2, gol), a Algieria zakończyła turniej na ćwierćfinale.